# شبيه الإسبوستوية
شبيه الإسبوستوية (الاسم العلمي: Espostoopsis dybowskii)، جنس وحيد النوع من الصبار. يتكون الاسم العلمي من كلمة opsis اليونانية التي تعني "شبيه أو مظهر"، في إشارة إلى تشابهها مع جنس إسبوستوية، والذي غالبًا ما يُخلط بينه وبين شبيه الإسبوستوية. وشبيه الاسبوستوية معروف فقط في شمال باهيا بالبرازيل.